# Segregació racial als Estats Units

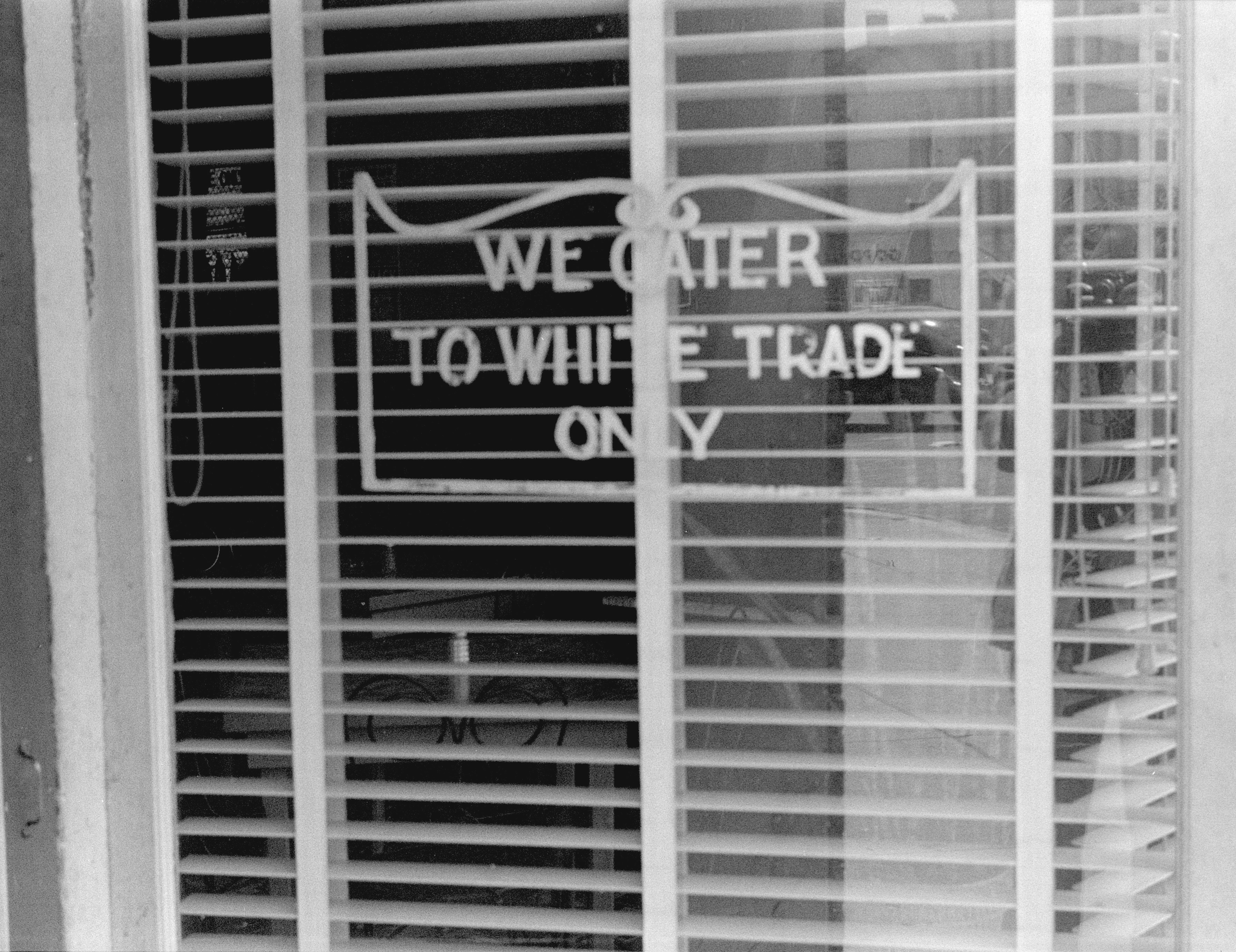
Un cartell que deia "Només atenem el comerç blanc" a la finestra del restaurant a Lancaster, Ohio, el 1938.

La segregació racial als Estats Units, com a terme general, fa referència a la segregació racial d'instal·lacions, serveis i oportunitats com ara habitatge, assistència mèdica, educació, ocupació i transport als Estats Units. El terme es refereix principalment a la separació legal i socialment afroamericans dels blancs, però també s'utilitza pel que fa a la separació d'altres minories ètniques de les comunitats principals majoritàries. Si bé es refereix principalment a la separació física i la provisió d'instal·lacions separades, també pot referir-se a altres manifestacions com ara la separació de rols dins d'una institució. Sobretot, a les forces armades dels Estats Units fins a la dècada de 1950, les unitats negres se separaven normalment de les unitats blanques, però encara eren dirigides per oficials blancs.
Hi havia senyals que s'utilitzaven per indicar on els afroamericans podien caminar, parlar, beure, descansar o menjar legalment. El Tribunal Suprem dels Estats Units va confirmar la constitucionalitat de la segregació al cas Plessy contra Ferguson (1897), sempre que es proporcionessin instal·lacions "separades però iguals", requisit que rarament es complia a la pràctica. La doctrina va ser anul·lada a Brown v. Board of Education (1954) per unanimitat pel Tribunal Suprem sota el cap del jutge Earl Warren, i els anys següents el tribunal de Warren va dictar una decisió contra la segregació racial en diversos casos emblemàtics, inclòs Heart of Atlanta Motel, Inc. v. Estats Units (1964), que va contribuir a posar fi a les lleis Jim Crow.
La segregació racial segueix dues formes. La segregació de iure va ordenar la separació de les races per llei, i va ser la forma imposada pels codis d'esclaus abans de la Guerra Civil i pels lleis dels Codis Negres i Jim Crow després de la guerra. La segregació de iure va ser prohibida per la Llei de drets civils de 1964, la Llei sobre drets de votació de 1965 i la Llei de l'habitatge just de 1968. En àmbits específics, la segregació havia estat prohibida anteriorment pel tribunal Warren i en sentències com la del cas Brown contra el Consell d'Educació que anul·laven la segregació escolar als Estats Units. La segregació de fet, o segregació de facto, és la que existeix sense sanció de la llei. La segregació de facto continua avui en àrees com la segregació residencial i la segregació escolar a causa tant del comportament actual com del llegat històric de la segregació de iure.